# Edward Cave
Edward Cave (27 de febrer del 1691 – 10 de gener del 1754), impressor i editor, va crear la primera revista generalista en el sentit modern del terme, The Gentleman's Magazine.

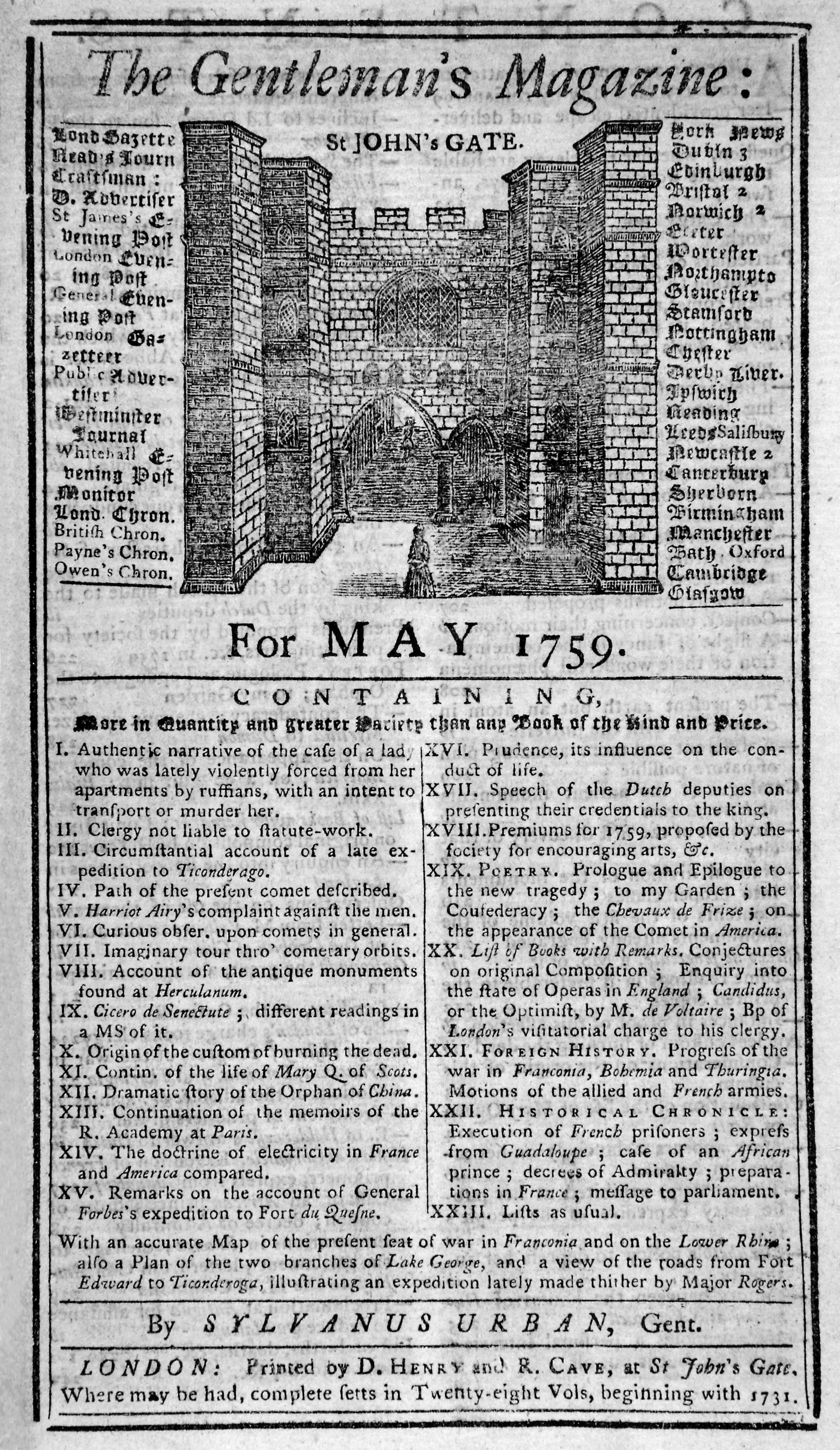
The Gentleman's Magazine, maig del 1759, «By SYLVANUS URBAN, Gent.»

Fill d'un sabater, Cave va néixer a Newton, a prop de Rugby al comtat de Warwickshire. Hi va rebre l'educació elemental, que va haver d'abandonar després que l'acusessin d'haver robat al director. Va treballar en diverses feines, entre les quals comerciant de fusta, reporter i impressor, fins que se li va acudir la idea de llançar una publicació periòdica que parlaria de tots els temes que interessaven el públic amb una certa formació, des del comerç fins a la poesia, i va intentar tirar endavant la idea convencent diversos impressors i llibreters de Londres. Però ningú no hi va mostrar cap interès, de manera que Cave va començar el projecte tot sol. The Gentleman's Magazine va aparèixer el 1731. Ben aviat es va convertir en la publicació periòdica més influent i imitada del seu temps, Cave va esdevenir un home ric.
Cave dedicava tota l'energia a The Gentleman's Magazine, i rarament abandonava les seves oficines del carrer Saint John's Gate al barri londinenc de Clerkenwell. La revista tenia una àmplia nòmina de col·laboradors –el més famós dels quals és Samuel Johnson, que sempre es va mostrar agraït a Cave per haver-li donat feina durant tants anys–, i Cave mateix hi escrivia sovint. Signava els seus articles amb el pseudònim de Sylvanus Urban.
A més de la seva activitat com a editor, va obtenir de Lewis Paul una llicència per a 250 fusos per a un teler mecànic que va patentar, precursor del teler de vapor. El 1742, Cave va comprar la propietat de Marvels Mill, a la ciutat de Northampton, i la va convertir en una fàbrica de cotó, probablement la primera filatura de vapor del món, que aparentment havia d'aportar uns bons beneficis, però que de fet va oferir una rendibilitat bastant migrada. La filatura va tancar l'any 1761, o possiblement una mica més tard.
Cave tenia gota. Va morir el 1754, i està enterrat a l'església de Saint James, a Clerkenwell.